# Астрометеорология

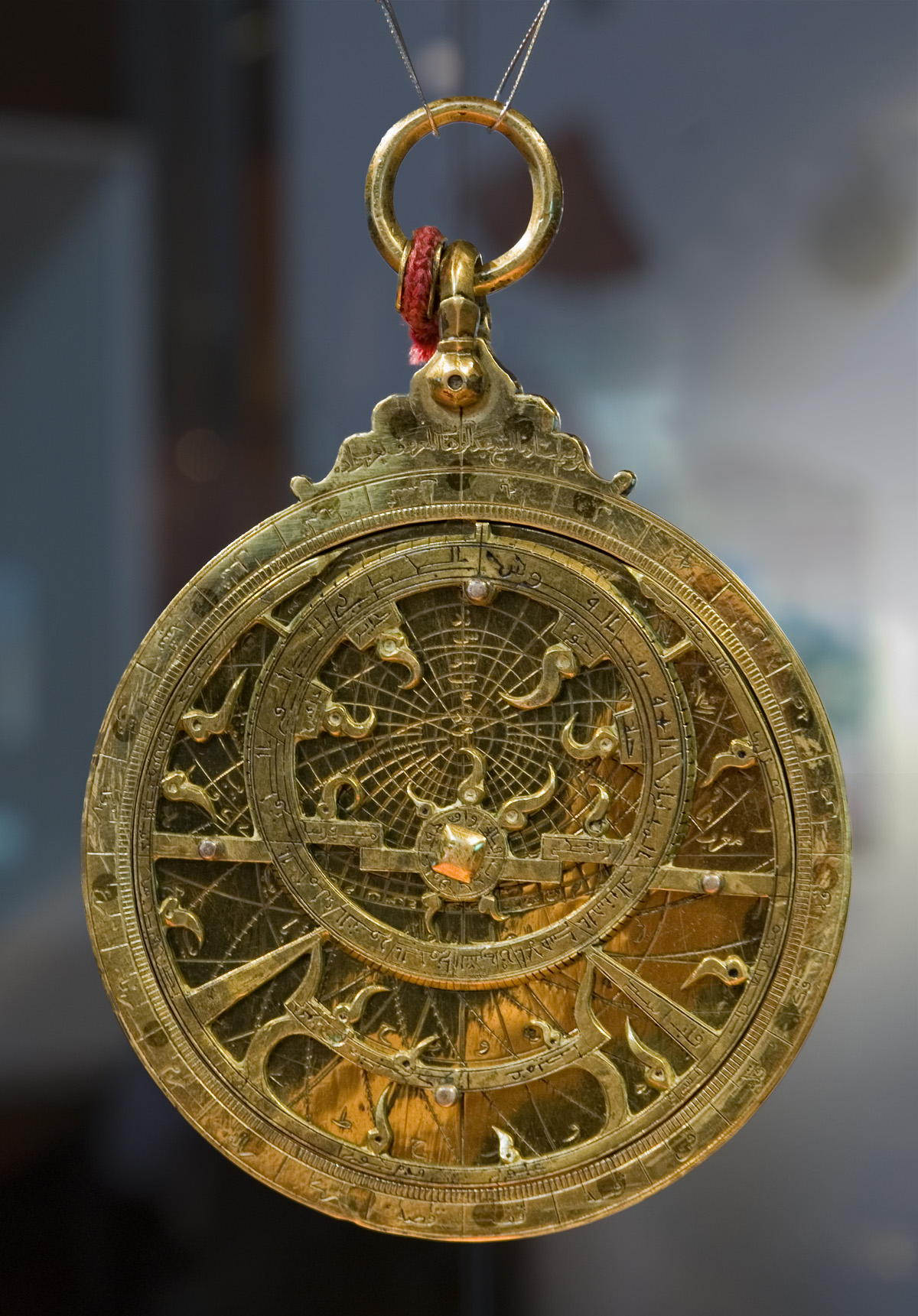
Астролябия.

Астрометеорология (от др.-греч. ἄστρον, звезда, др.-греч. μετέωρος, metéōros, атмосферные и небесные явления и др.-греч. -λογία, -логия), также метеорологическая астрология или астрологическая метеорология — совокупность астрологических методов предсказания погоды (в основном по анализу гороскопа на момент смены лунных фаз).
Современное научное сообщество полностью отвергает астрометеорологические методы прогнозирования погоды как не имеющие под собой научного базиса и относит астрометеорологию к разновидности гаданий. В то же время учёные признают, что астрометеорология, наравне с другими устаревшими методами предсказания погоды, сыграла свою историческую роль в развитии современной метеорологии. Сравнительная лёгкость анализа метеорологической статистики, показывающей несостоятельность астрологических методов предсказания погоды, вызывает сомнения в оправданности этой области и у значительной части практикующих астрологов, считающих астрологию, тем не менее, действенной в описании характера и судьбы человека.

## История астрометеорологии
Астрометеорология является древнейшим направлением астрологического прогнозирования, и как можно судить по различным археологическим источникам, возникла наравне с мунданной астрологией задолго до становления традиции персональной (натальной) астрологии. В качестве примера таких источников можно привести вавилонские таблицы Венеры из Амизадуги (около 1500 лет до н. э.), в которых описываются восходы и заходы Венеры за период в двадцать один год и даются предсказательные значения наблюдаемого поведения планеты:

Если в пятнадцатый день месяца Шабату Венера исчезает на западе, три дня не появляясь на небе, а в восьмнадцатый день месяца Венера появляется на востоке, царей ждёт катастрофа: Адад [бог погоды] принесёт дожди; Эа [бог реки] — подземные воды.

Этот текст также иллюстрирует присущую ранней астрологии черту, от которой не была избавлена и ранняя астрометеорология — бессистемность предсказаний. По дошедшим до наших дней ранним гороскопам и предсказаниям невозможно однозначно судить, существовала ли какая-либо интеллектуальная система, определяющая, как именно приписывать тому или иному знамению определённое предсказательное значение. Ситуация в Древнем мире выглядит так, словно предсказательные значения астрономических явлений получены эмпирическим путём или являются утверждениями, не требующими никаких интеллектуальных доказательств.

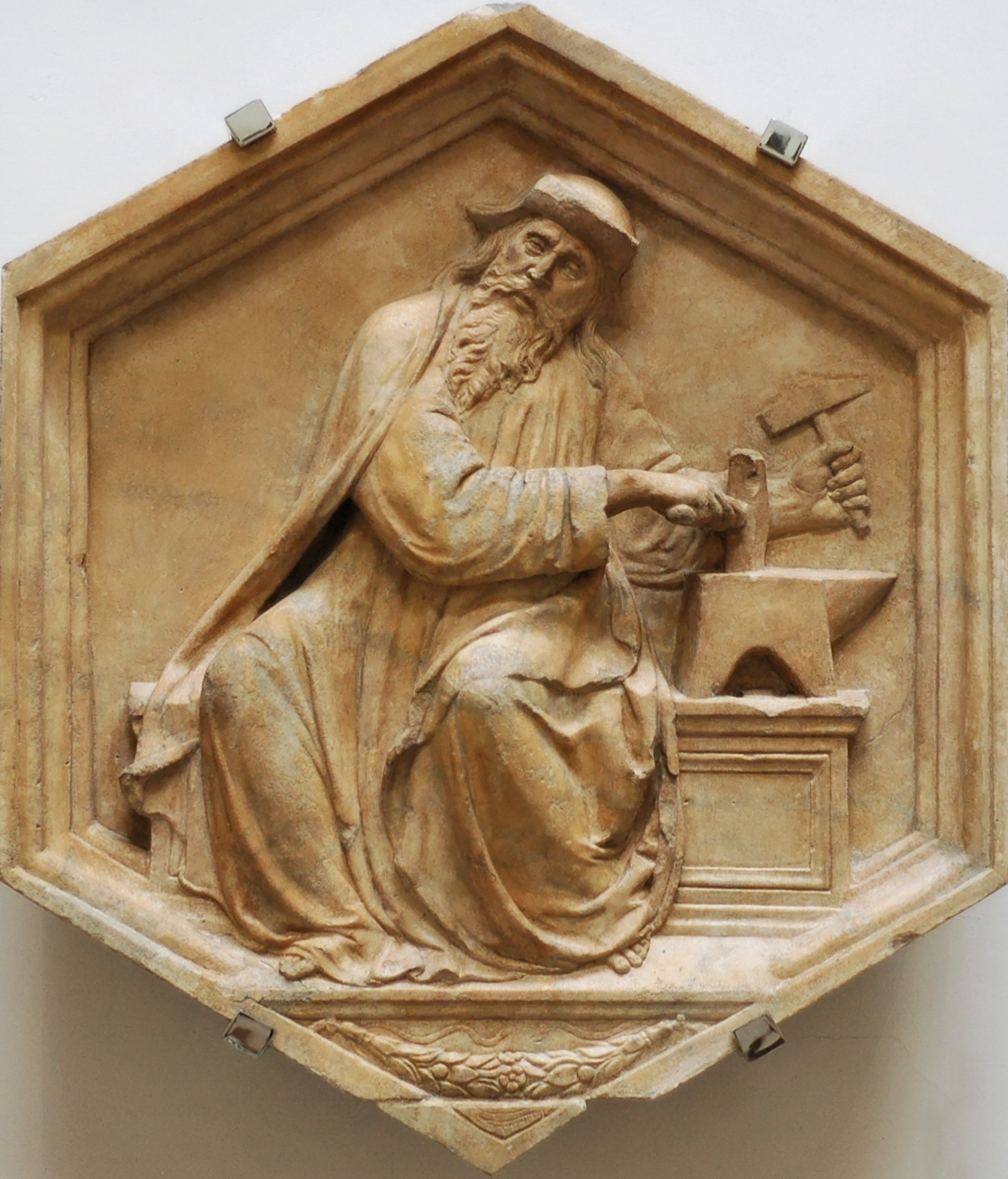
Клавдий Птолемей

Ситуация меняется с переносом вавилоно-ассирийского учения на почву греческой мысли. Уже в работе Птолемея «Тетрабиблос», относящейся ко II в. н. э., излагаются принципы классической астрологии, базирующиеся на некоторых понятиях античной натурфилософии. Влияние планет, звёзд и знаков зодиака классифицированы по таким признакам как влажность, сухость, холодность и теплота, что позволило через систему этих абстрактных категорий, имеющих широкое поле возможных интерпретаций, сформировать регулярные методы описания взаимного влияния астрологических факторов друг на друга. В частности для астрометеорологии это означало возможность качественно описывать влияние планет, звёзд и знаков зодиака на погоду.
Так, например, согласно Птолемею «поскольку Овен знаменует собой равноденствие, то, в целом, он характеризуется громом и градом; однако рассмотрение его по частям на основании изменения градуса в силу особого свойства фиксированных звёзд показывает, что его ведущая доля связана с ветром и дождями, середина — с умеренной погодой, а последняя часть — с губительной жарой».
Методы прогнозирования погоды на основе астрологических факторов, излагаемые Птолемеем, зависят от того, к какому отрезку времени они применяются: для прогнозирования погоды сезона, месяца или более короткого отрезка времени. Так, предсказание погоды на четверть года и месяц основывалось на изучении астрологических влияний на момент смены лунных фаз. Суточные изменения погоды связывались, главным образом, с появлением ярких звёзд на восходе и заходе Солнца. Аналогичное влияние приписывалось планетам, проходящим по угловым точкам. Особенно заметно влияние планет, по мнению Птолемея, на воздушные потоки.
Среди работ исламского периода астрологии следует отметить «Книгу дождей и ветров» и «De rebus eclipsium» — работы Машаллаха.
Наиболее решительная попытка проверить воздействие планет на погоду и реформировать астрологию в соответствии с принципами зарождающего естественно-научного подхода принадлежит Джону Гоуду (1616—1689 гг.), специалисту в области метеорологической астрологии своего времени. В своём главном труде «Астро-Метеорологика» (1686 г.), работе, основанной на тридцатилетних погодных наблюдениях, астролог попробовал найти корреляцию положения планет с этими данными. Гоуд стал одним из первых астрологов, использовавших статистические данные в своих исследованиях.

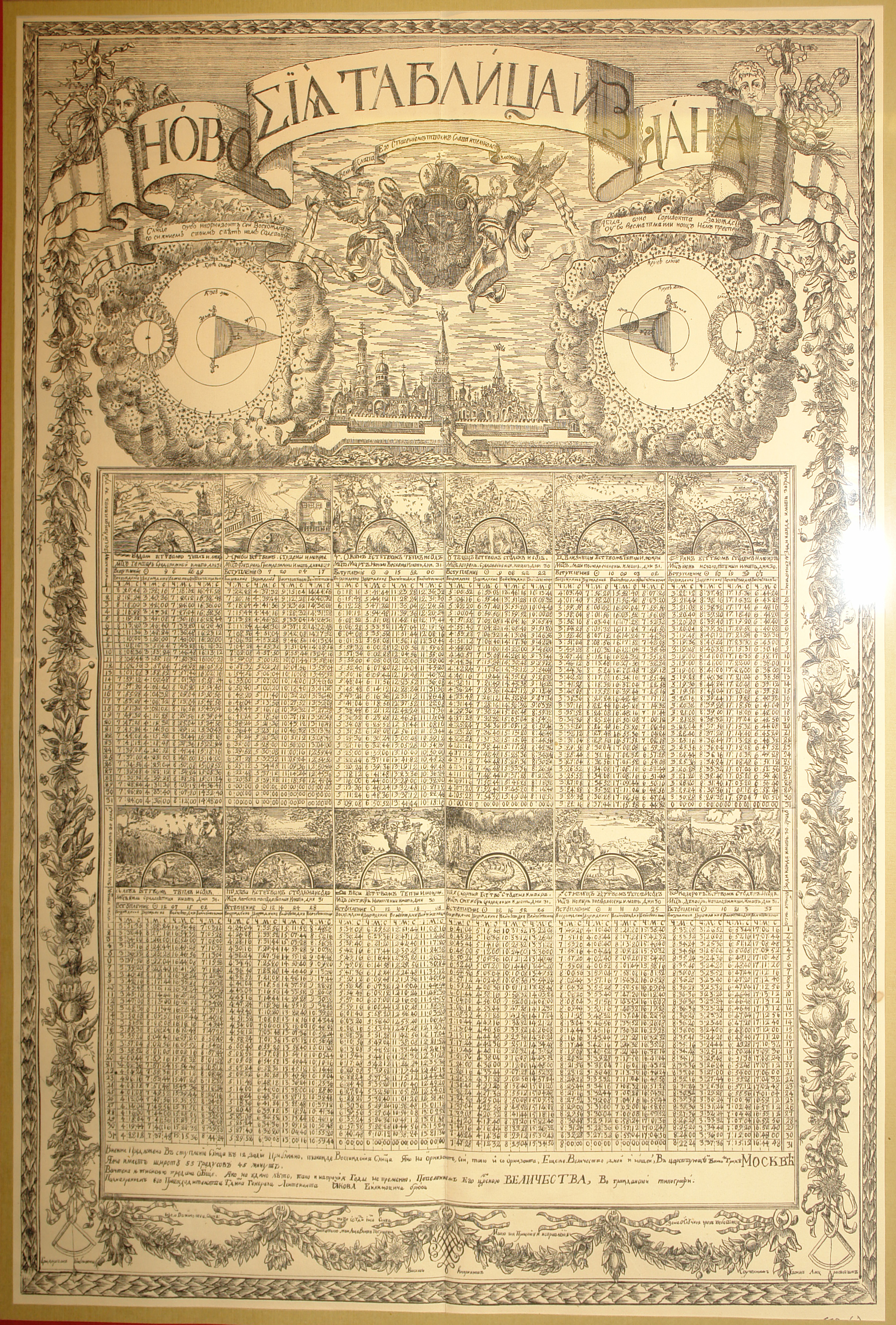
Страница Брюсова календаря

Из авторов рубежа Нового и Новейшего времени следует отметить англичанина Х. С. Грина, активно сотрудничавшего с Аланом Лео в журнале «Современная астрология». В своей работе «Предсказание погоды с помощью астрометеорологии» (Лондон, 1912 г.; русский перевод — Саратов, 1996 г.) астролог рассматривает не только классические методы, но и собственный метод, основанный на изучении аспектов планет. К этому же периоду относятся работы американского астролога Альфи Лявуа, разработавшего методику астрологического прогнозирования погоды, основанную на построении гороскопов на новолуние, полнолуние и четверти Луны.
В России астрометеорология так же была известна. Так, в Брюсовом календаре, изданном в XVIII в., содержалось много астрологических предсказаний о погоде, урожаях, войнах и болезнях в разделе «Прогностик».
Когда Петербургская академия наук начала издавать свои календари, свободные от астрологических предсказаний, читатели потребовали вернуть астрологам утраченные позиции: столь был велик интерес к такого рода предсказаниям. Академики согласились с этим требованием, но сопровождали такие прогнозы скептическими комментариями, отрицающими возможность прогнозирования погоды методами астрологии.
В России XIX века сведения о предсказаниях погоды с помощью астрологии можно было встретить, например, в «Астрономическом телескопе» (1814 г.), в котором можно найти предсказание погоды на 1946 год, то есть на 135 лет вперёд:

В этом году господствует планета Меркурий. Весна в начале студеная, снежная, немного потом суха, тепла, ветрена, к концу приятна. Лето, хотя сначала мокрое, но потом прекрасное и теплое… Осень до половины октября студеная, далее хорошая и благоприятная погода, с солнечным сиянием, к концу пасмурная и дождями кончится. Зима не холодна, вихри и ветры частые, непогоды, холодный воздух.

## Научная критика астрометеорологии

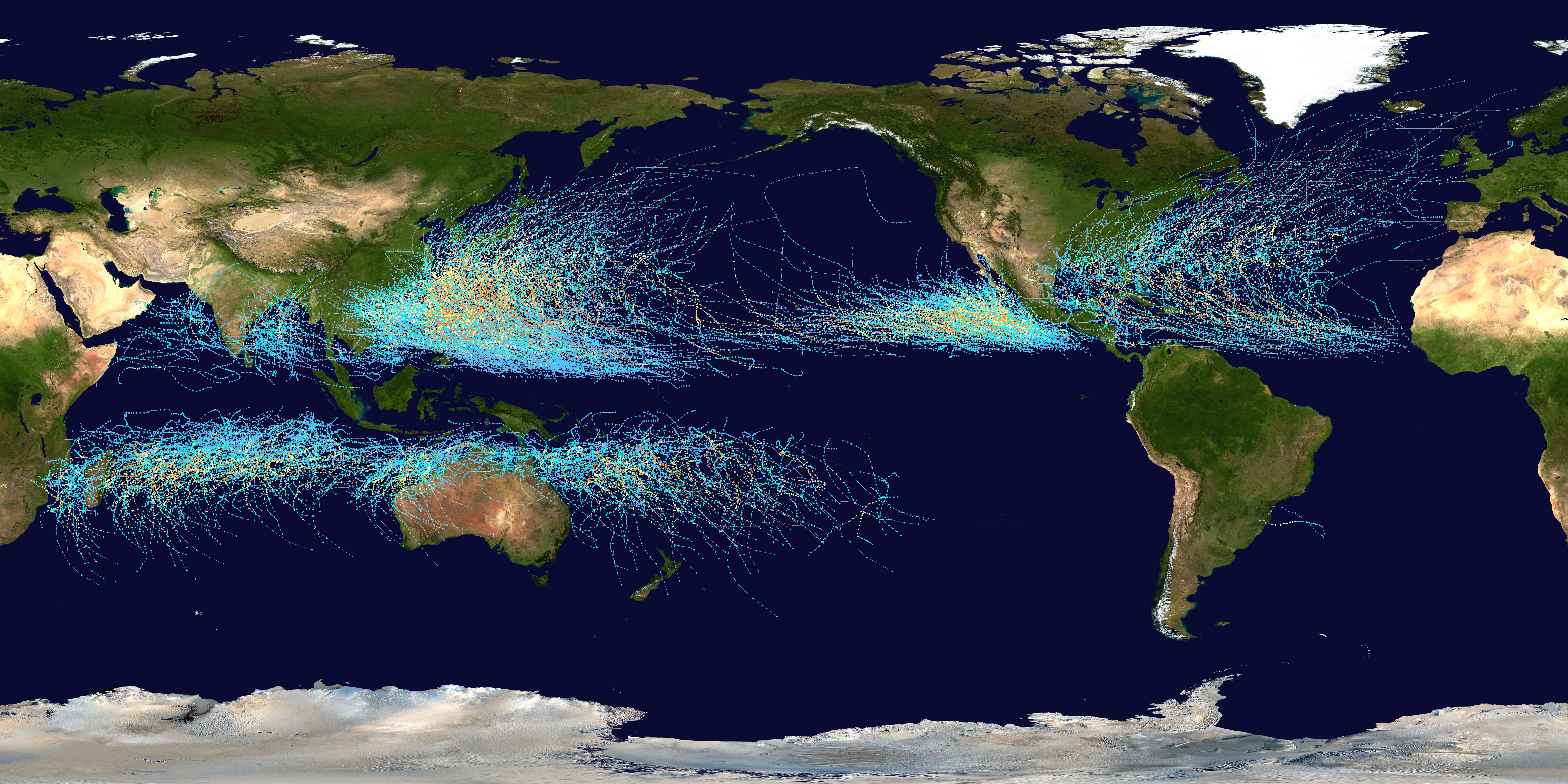
Карта путей всех тропических циклонов за 1985—2005 гг.

Современная наука полностью отрицает возможность предсказания погоды с помощью астрометеорологии и противопоставляет астрологическим концепциям методы современной метеорологии.
Наиболее общее обоснование такой позиции заключается в критике часто встречающегося предположения астрологов, что влияние планет и звёзд на земные события, в том числе и погоду, связано с гравитационным воздействием небесных тел.
В результате тщательных измерений было установлено, что сколько-нибудь заметное гравитационное воздействие на атмосферу Земли оказывает притяжение Луны из-за близости спутника к планете. Это притяжение вызывает в атмосфере явления, сходные с океанскими приливами, выражающиеся в колебаниях давления воздуха с амплитудой около 0,02 мм рт. ст. Однако при смене погоды колебания атмосферного давления зачастую оказываются гораздо большими: их амплитуда превышает несколько десятков мм рт. ст., на фоне которых гравитационное воздействие Луны незаметно. Следовательно, лунные приливы не могут быть причиной изменения погоды.
Предположение, что планеты оказывают воздействие на земные процессы косвенно, влияя на Солнце и его активность, также является заблуждением. Действительно, установлен факт взаимосвязи солнечной активности и таких земных процессов, как вспышки пандемий, миграции насекомых, интенсивности размножения зверей и птиц. Установлено также и влияние солнечной активности на погоду. Вместе с тем советский биофизик А. Л. Чижевский утверждал, что «периодическая деятельность Солнца — процесс не вполне самостоятельный», и «есть веские основания думать, что он находится в определённой зависимости от размещения планет Солнечной системы в пространстве». Однако это утверждение учёного было ошибочным и не находит подтверждения.
Отмечается также, что значительные с точки зрения астрологии события не сопровождаются какими-либо погодными катаклизмами, а серьёзные погодные аномалии не сопровождаются заметными астрологическими констелляциями. Так, летняя засуха 1972 года и продолжительные морозы в европейской части России 1978—1979 гг. никакими особыми событиями в космическом окружении Земли не сопровождались, а парад планет 1983 г. не был отмечен катаклизмами, которые пророчили астрологи.
Что касается непосредственного сопоставления астрологических прогнозов погоды с зафиксированными наблюдениями, то обнаружить корреляции прогнозов с наблюдениями погоды не удавалось уже в далёком прошлом. Известно, например, что ещё в XV в. Пико делла Мирандола пришёл к выводу, что астрологические предсказания погоды неверны:

Я всю зиму наблюдал за погодными условиями и сравнивал их с тем, что предсказывалось заранее. За 130 или более дней моих наблюдений они лишь шесть или семь раз совпали с опубликованными предсказаниями [астрологов].

Подтверждают этот факт и современные исследования. Так, Р. М. Вилфанд, директор «Гидрометцентра России», сообщил, что метеорологии проверяли абсолютно все методы предсказания погоды, в том числе народные приметы. В результате сотрудники Гидрометслужбы пришли к выводу, что подобные методы предсказания погоды не имеют существенного эффекта.